# Músculo extensor do dedo mínimo
•       Origem: Região distal do úmero, no epicôndilo lateral.
•       Inserção: Seu tendão une-se ao do extensor dos dedos destinado ao dedo mínimo.
•       Ação: Reforça a ação do extensor do dedo mínimo. Participa da abdução do dedo mínimo.

•       Quanto a sua forma: Fusiforme
O músculo extensor do dedo mínimo é um músculo do antebraço.